# Roxanne Tammadge
Roxanne Tammadge, née le 19 mai 1991, est une nageuse sud-africaine.

## Carrière
Aux Jeux africains de 2011, Roxanne Tammadge est médaillée d'or sur 400, 800 et 1 500 mètres nage libre, sur 4 × 100 mètres nage libre et sur 4 × 100 mètres quatre nages.